# Chrysopinae
Chrysopinae là một phân họ trong họ Chrysopidae của Bộ Cánh gân (Neuroptera). Đây là phân họ có số loài lớn nhất họ Chrysopidae, gồm khoảng 60 chi.
Các thành viên của chi Chrysoperla và chi Chrysopa trong phân họ này phổ biến ở châu Âu và Bắc Mỹ. Ấu trùng của chúng ăn thịt và săn Aphididae; vài loài được dùng là thiên địch, ví dụ Mallada signatus ở Úc.

## Các chi
Phân họ này được chia thành bốn tông:

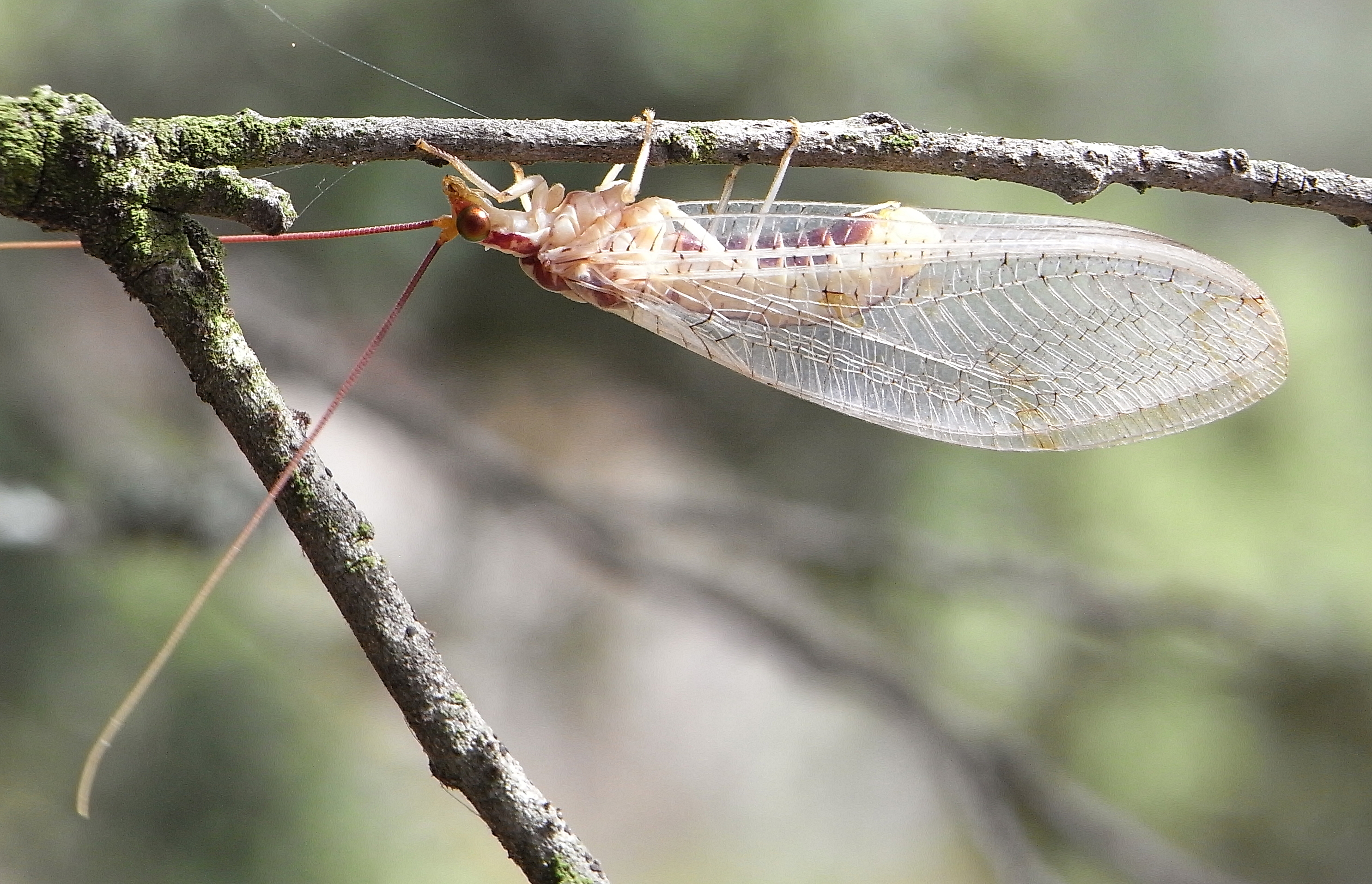
Italochrysa italica (Belonopterygini)

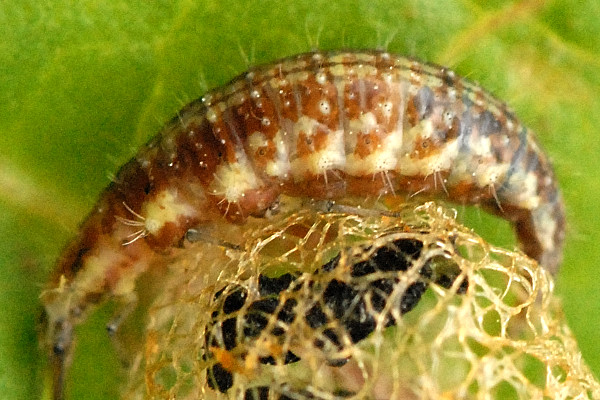
Ấu trùng Chrysoperla (Chrysopini)

| Ankylopterygini Navas, 1910 - Ankylopteryx Brauer, 1864 - Parankylopteryx Tjeder, 1966 - Retipenna Brooks, 1986 - Semachrysa Brooks, 1983 - Signochrysa Brooks & Barnard, 1990 Belonopterygini - Abachrysa Banks, 1938 - Belonopteryx Gerstaecker, 1863 - Calochrysa Banks, 1943 - Chrysacanthia Lacroix, 1923 - Chrysaloysia Navas, 1928 - Dysochrysa Tjeder, 1966 - Evanochrysa Brooks & Barnard, 1990 - Italochrysa Principi, 1946 - Nacarina Navás, 1915 - Nesochrysa Navás, 1910 - Nodochrysa Banks, 1938 - Oyochrysa Brooks, 1985 - Stigmachrysa Navás, 1925 - Turnerochrysa Kimmins, 1935 Leucochrysini - Berchmansus Navás, 1913 - Cacarulla Navas, 1910 - Gonzaga - Leucochrysa Banks, 1950 (including Nodita) - Neula - Nuvol - Santocellus Tauber & Albuquerque, 2008 - Vieira Navás, 1913 | Chrysopini - Anomalochrysa McLachlan, 1883 - Apertochrysa Tjeder, 1966 - Atlantochrysa Hölzel, 1970 - Austrochrysa Esben-Petersen, 1928 - Borniochrysa Brooks & Barnard, 1990 - Brinckochrysa Tjeder, 1966 - Ceraeochrysa Adams, 1982 - Ceratochrysa Tjeder, 1966 - Chrysemosa Brooks & Barnard, 1990 - Chrysocerca Weele, 1909 - Chrysopa - Chrysoperla - Chrysopidia Navás, 1911 - Chrysopodes Navás, 1913 - Cunctochrysa Hölzel, 1970 - Dichochrysa Yang, 1991 (formerly Navasius Yang & Yang, 1990 (non Esben-Petersen, 1936: preoccupied) - Eremochrysa Banks, 1903 - Glenochrysa Esben-Petersen, 1920 - Himalochrysa Hölzel, 1973 - Kostka Navás, 1913 - Mallada Navás, 1925 - Meleoma Fitch, 1855 - Nineta Navás, 1912 - Parachrysopiella Brooks & Barnard, 1990 - Peyerimhoffina Lacroix, 1920 - Plesiochrysa Adams, 1982 - Rexa Navás, 1920 - Suarius Navás, 1914 - Tumeochrysa Needham, 1909 - Ungla - Yumachrysa Banks, 1950 |

Incertae sedis:
- Tibetochrysa Yang, 1988
- Xanthochrysa Yang & Yang, 1991
- Yunchrysopa Yang & Wang, 1994